# Tatort: Kalte Wut
Kalte Wut ist ein Fernsehfilm aus der Kriminalreihe Tatort der ARD und des ORF. Der Film wurde unter der Regie von Thorsten Näter von Radio Bremen produziert und am 21. Oktober 2001 im Programm Das Erste erstmals gesendet. Für Kriminalhauptkommissarin Inga Lürsen (Sabine Postel) ist es ihr fünfter Fall und der letzte, in dem sie ohne ihren künftigen Kollegen Stedefreund ermittelt.

## Handlung
Vermummte Gestalten brechen bei einem Autohändler ein, sprühen die Überwachungskameras zu und bringen ein Graffito an: „Hände weg vom Glashaus“, während zeitgleich Stefan Dehlers um sein Jugendzentrum mit der von honorigen Bürgern gegründeten Bürgerwehr kämpft. Er muss sich Vorwürfen erwehren, die eine Vergewaltigung mit seinem Jugendzentrum „Glashaus“ in Verbindung bringen. Heike Hellwig und Gerd Brehm, die auf nächtlicher Streife sind, werden von einer Krankenschwester auf eine dunkle Gestalt aufmerksam gemacht. Alle vier Jugendliche versuchen in Panik, einen Wagen kurzzuschließen. Bevor die Bürgerwehr sie stellen kann, starten sie den Wagen endlich und türmen. Mehrere Fahrzeuge der Bürgerwehr können die Verfolgung aufnehmen. Nach rasanter Jagd verliert der Fahrer des Fluchtfahrzeugs die Kontrolle, der Wagen bricht aus und bleibt nach mehrmaligem Überschlagen liegen. Der Wortführer steigt nur leicht verletzt aus und sieht mit Entsetzen die reglosen Mitfahrer. Er versteckt sich im Gebüsch und verfolgt, wie die Bürgerwehr den Tod seiner Kumpel feststellt und sich dann aus dem Staub macht, da sie selber mit Konsequenzen rechnen müssen. Zufällig kommt Kriminalhauptkommissarin Inga Lürsen im Karnevalskostüm an der Unfallstelle vorbei und sieht zielsicher, dass es hier nicht nur um einen Unfall von Crash-Kids geht, wie ihr Schutzpolizist Jan Hellwig weismachen will. Die Beteiligten der Bürgerwehr können trotz Skrupeln von Richard Wohlers umgestimmt werden und halten dicht. Als Marco Groszek, der einzige überlebende Graffiti-Sprayer, blutverschmiert zu Hause ankommt, wird er von seinem Vater aus der Wohnung geworfen.
Laut KHK Lürsen hat die Kriminaltechnische Untersuchung (KTU) bei drei Toten vier unterschiedliche Blutarten gefunden, so dass es einen Zeugen gegeben haben muss. Die drei Toten sollen regelmäßig im „Glashaus“ verkehrt haben. Und auch Kommissar Tobias von Sachsen kann einen Anhaltspunkt liefern: Das Unfallfahrzeug wurde von Lothar Seiler als gestohlen gemeldet. Der wird von Marco Groszek des Mordes beschuldigt und clever wie er ist, hat er sich den Kotflügel des Verfolgerfahrzeugs gesichert, da er in der KfZ-Werkstatt beschäftigt ist. Abends bei den Ermittlungen im „Glashaus“ trifft Lürsen überraschend ihre Tochter Helen, die mit Marco Groszek befreundet ist. Er hat in der polizeilichen Täterkartei mehrere Einträge wegen Sachbeschädigung. In den polizeilichen Unterlagen ist auch die Vergewaltigung und anschließende Selbsttötung der 15-jährigen Wiebke Hellwig verzeichnet – der Tochter der beiden Schutzpolizisten.
Marco Groszek lässt sich nach unruhiger Nacht mit Helen in der alten Zementfabrik auf ein verlassenes Bahngelände locken, wo er im Rückwärtsgang über die Leiche von Lothar Seiler stürzt, die Richard Wohlers dort abgelegt hat, nachdem Seiler unglücklich gestürzt war. Wie durch Zufall kommt auch Heike Hellwig dazu und sieht mit Schrecken den blutigen Leichnam von Lothar Seiler. Marco Groszek will während der polizeilichen Untersuchungen sein Versteck verlassen, wird aber von von Sachsen entdeckt. Bei der Verfolgung verliert dieser seine Dienstwaffe und dann auch Groszek. Auf dem Weg in sein Versteck wird er von Gerd Brehm erkannt, der die Sprengung der alten Zementfabrik mit vorbereitet, und prompt die Bürgerwehr alarmiert. Richard Wohlers hat nun einen Sündenbock, dem er nicht nur die Tötung Seilers, sondern auch die Vergewaltigung in die Schuhe schieben kann. Konkret nimmt Groszek aber Helen als Geisel, die sich kurz bei ihrer Mutter melden kann. Im dramatischen Showdown können die Kommissare Heike Hellwig überzeugen, dass Wohlers manipuliert hat und ein fremder Handelsvertreter der Vergewaltiger war.

## Rezeption

### Einschaltquote
Die Erstausstrahlung von Kalte Wut am 21. Oktober 2001 wurde in Deutschland von insgesamt 8,18 Millionen Zuschauern gesehen und erreichte einen Marktanteil von 23,3 Prozent für Das Erste.

### Kritik
Die Kritiker der Fernsehzeitschrift TV Spielfilm zeigten für diesen Tatort mit dem Daumen nach oben und meinten: „Krimidrama mit packender Sogwirkung“.